# Deegroller

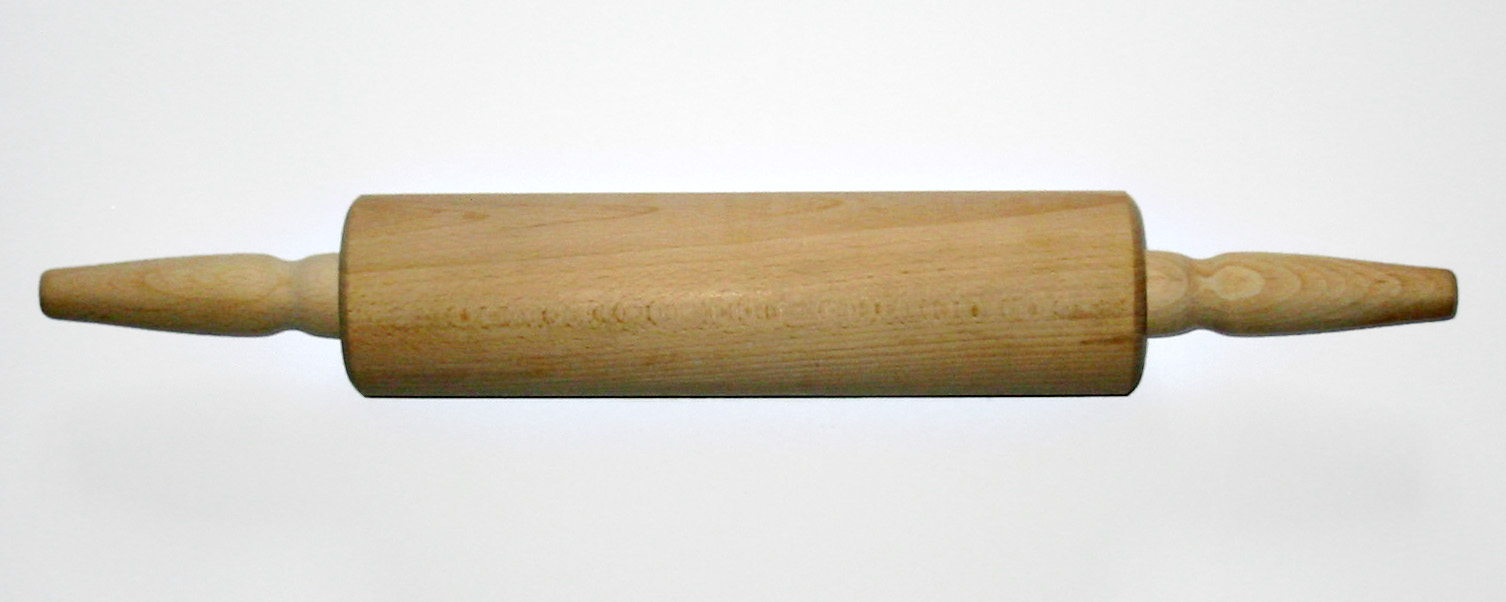
Een houten deegroller

Een deegroller of deegrol is keukengerei dat gebruikt wordt om deeg gelijkmatig plat te rollen. Meestal zijn deegrollers van hout gemaakt, maar soms ook van steen of plastic. Het voorwerp bestaat uit een pen waar de rol omheen kan draaien; door beide uiteinden van de pen vast te houden kan de rol over het deeg worden gerold. Om te voorkomen dat het deeg aan de deegroller blijft plakken dient deze met bloem te worden bestrooid. Ook het oppervlak waarop het deeg ligt dient met bloem te worden bestrooid.
Als alternatief voor een deegroller kan ook een met koud water gevulde fles worden gebruikt om deeg plat te rollen. Deze dient dan gewoon heen en weer te worden gerold met de handen.

## Trivia
De deegroller wordt in strips en cartoons ook gehanteerd door echtgenotes om de man te ontvangen als deze weer eens te laat thuiskomt.